# Chambave

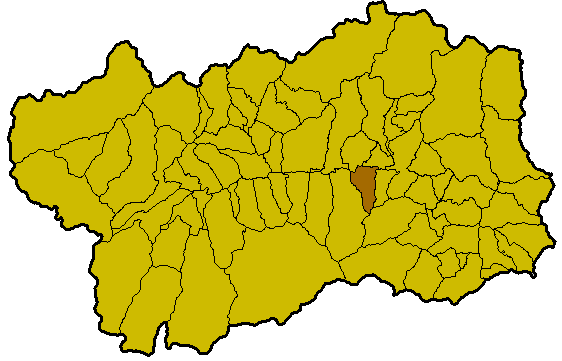
Ubicación del municipio de Chambave en el Valle de Aosta.

Chambave  es una localidad italiana de Valle de Aosta, con 963 habitantes.

## Evolución demográfica
| Gráfica de evolución demográfica de Chambave entre 1861 y 2001 |
|                                                                |
| Fuente ISTAT - elaboración gráfica de Wikipedia                |